# Dionisia Thompson
Dionisia Thompson (ur. 9 czerwca 1978 w Kostaryce) – kostarykańska siatkarka, grająca jako rozgrywająca. Obecnie występuje w drużynie Goicoechea.